# 港燦
港燦，是對香港人的貶義詞，由「阿燦」一詞演化而成。

## 起源
「阿燦」是1979年末至1990年代香港人對來自中國大陸移民的歧視性过时俗稱。而「港燦」將過去香港嘲諷大陸人落後的詞語改冠以“港”字，意思是指一些对大陸认识較少的香港人，认为大陆人还是比较落後。
该说法约于1990年代出现，当时中国大陆经济迅速发展，香港遭受1997年亞洲金融風暴等因素，中國大陸和香港之間的經濟差距开始缩窄，中國大陸北京、上海等一線城市的发展已经追近香港，很多香港人到中國大陸工作、生活。而對香港人仍舊認爲大陸落後的意識感到不滿，因此對持此觀點的香港人冠以“港灿”的称呼。
同時，亦有香港網民會以「港燦」形容在海外旅遊期間，做出例如在公眾場所高聲談話、預約服務後失約、濫用優惠等不端行為的香港遊客。